# Онищук Василь Варфоломійович
Онищук Василь Варфоломійович (14 травня 1942 року) — український гідролог, гідротехнік, кандидат технічних наук, старший науковий співробітник Київського національного університету імені Тараса Шевченка.

## Біографія
Народився 14 травня 1942 року, селі Човновиця Ільїнського району, тепер Оратівського району Вінницької області. Закінчив 1968 року Одеський інженерно-будівельний інститут, гідротехнічний факультет зі спеціальності «інженер-гідротехнік», у 1974 році аспірантуру Українського науково-дослідного інституту гідротехніки і меліорації. Працював у 1968—1971 роках у проєктних інститутах (Укррибпроект, Київпроект). Протягом 1974−2000 років — науковий співробітник, з 1986 року старший науковий співробітник Українського науково-дослідного інституту гідротехніки і меліорації. У Київському університеті працює з 2000 року старшим науковим співробітником, з 2010 року завідувач науково-дослідної лабораторії гідроекології та гідрохімії географічного факультету. Кандидатська дисертація «Дослідження впливу неоднорідності незв'язаних ґрунтів, що складають річища передгірних ділянок рік, на значення нерозмиваючих швидкостей» захищена у 1979 році. Викладав спеціалізований курс «Основи гідротехніки» кафедрі гідрології та гідроекології Київського університету. Виконує дослідження, пов'язані з виявленням закономірностей розвитку руслових процесів в алювіальних руслах та раціональним їх регулюванням в гідротехнічній практиці з метою протипаводкового захисту урбанізованих територій. Брав участь в експедиційних дослідженнях річок Українських Карпат, річок в басейні Дніпра, Північнокримського каналу.

## Наукові праці
Автор понад 70 наукових праць, 12 винаходів нових конструкцій захисно-регуляційних споруд. Основні праці:
1. Наукові основи регулювання руслових процесів гірських річок. // Водне господарство України, 2000. № 5-6.
2. Принципові властивості відкритих динамічних систем у контексті еволюції руслових процесів: інваріантність, ергодичність, мандрування. // Гідрологія, гідрохімія і гідроекологія, 2006. Том 10.
3. Результати досліджень функціональних зв'язків між основними гідравлічними й русловими характеристиками річок Українських Карпат. // Гідрологія, гідрохімія і гідроекологія, 2007. Том 12.